# Łomnica (Zbąszyń)
Łomnica (deutsch: Lomnitz) ist ein Dorf in der Woiwodschaft Großpolen, im Powiat Nowotomyski, in der Gemeinde Zbąszyń. Der Ort liegt 8 km nordöstlich von Zbąszyń und 11 Kilometer westlich von Nowy Tomyśl. Das erste Mal wurde das Dorf im Jahre 1428 schriftlich erwähnt.
In der 2. Hälfte des 19. Jahrhunderts gehörte das Landgut mit der naheliegenden Glashütte Karolina Opitz. In der Familie des Verwalters der Glashütte wurde Hans Stosch-Sarrasani senior geboren. Im Jahre 2015 hatte der Ort 709 Einwohner.

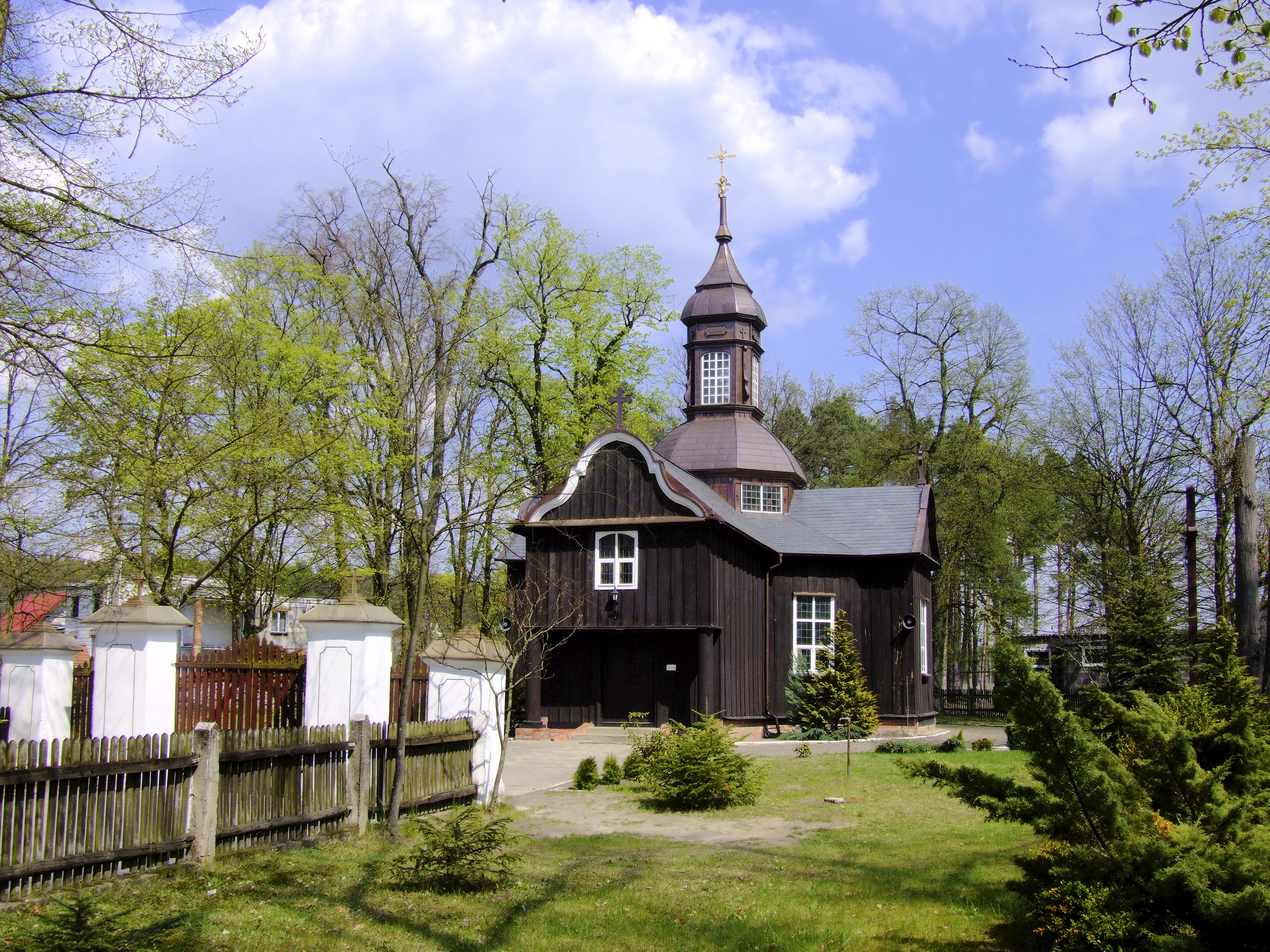
Holzkirche in Łomnica